# Vlag van Heerde

Vlag van de gemeente Heerde

De vlag van Heerde is op 23 februari 1976 vastgesteld als de gemeentelijke vlag van de Gelderse gemeente Heerde. De beschrijving van de vlag luidt als volgt:
De broeking van twee banen van gelijke hoogte van blauw en wit; in de vlucht twee banen van gelijke hoogte van geel en rood.
De kleuren van de vlag zijn afkomstig van het gemeentewapen. Het ontwerp was van de Stichting voor Banistiek en Heraldiek.

## Verwante afbeelding

Wapen van Heerde

Aalten ·
Apeldoorn ·
Arnhem ·
Barneveld ·
Berg en Dal ·
Berkelland ·
Beuningen ·
Bronckhorst ·
Brummen ·
Buren ·
Culemborg ·
Doesburg ·
Doetinchem ·
Druten ·
Duiven ·
Ede ·
Elburg ·
Epe ·
Ermelo ·
Harderwijk ·
Hattem ·
Heerde ·
Heumen ·
Lingewaard ·
Lochem ·
Maasdriel ·
Montferland ·
Neder-Betuwe ·
Nijkerk ·
Nijmegen ·
Nunspeet ·
Oldebroek ·
Oost Gelre ·
Oude IJsselstreek ·
Overbetuwe ·
Putten ·
Renkum ·
Rheden ·
Rozendaal ·
Scherpenzeel ·
Tiel ·
Voorst ·
Wageningen ·
West Betuwe ·
West Maas en Waal ·
Westervoort ·
Wijchen ·
Winterswijk ·
Zaltbommel ·
Zevenaar ·
Zutphen